# Park Hyo-Joo (taekwondo)
Park Hyo-Joo es una deportista surcoreana que compitió en taekwondo. Ganó una medalla de oro en el Campeonato Asiático de Taekwondo de 2004, en la categoría de –47 kg.

## Palmarés internacional
| Campeonato Asiático | Campeonato Asiático      | Campeonato Asiático | Campeonato Asiático |
| Año                 | Lugar                    | Medalla             | Categoría           |
| ------------------- | ------------------------ | ------------------- | ------------------- |
| 2004                | Seongnam (Corea del Sur) | Medalla de oro      | –47 kg              |